# 尚塔爾群島國家公園
55°00′N 137°30′E / 55.000°N 137.500°E

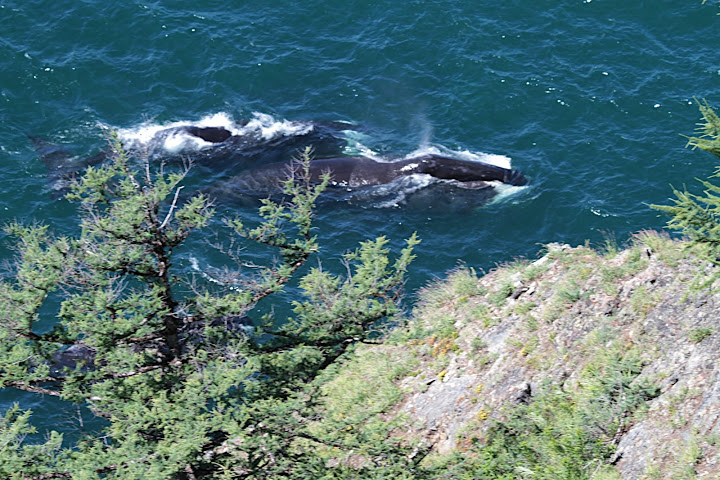

尚塔爾群島國家公園是俄羅斯的國家公園，位於該國東部哈巴羅夫斯克邊疆區，成立於2013年，面積5,155平方公里，有毛腿漁鴞、虎頭海鵰等野生鳥類棲息。